# Oskar Halleborg
Karl Oskar Halleborg född 29 november 1882 i Halleboda, Råggärds socken, död 12 februari 1930 på Umeå lasarett, var en svensk målare.
Han var son till soldaten och klockaren Johannes Petterson Hall och från 1915 gift med Hildur Helène Bask från Mensträsk och far till Molly Åsbrink. Halleborg kom som ung i stenhuggarlära i Norge men rymde och tog plats som däckspojk på ett segelfartyg. Två år senare drabbades fartyget av ett skeppsbrott under en storm på Nordsjön. Efter tre dygn i livbåten blev besättningen räddad av fiskare från Grimsby, och Halleborg, som då var omkring 18 år gammal, blev hemsänd. Han arbetade under något år som skomakarlärling innan han 1902 tog värvning vid Sollefteå regemente och genomgick därefter korprals- och underofficersskolan vid Svea livgarde i Stockholm. I Stockholm fick han användning av sina konstnärliga anlag från barndomsåren, han studerade på sin fritid konstsamlingarna som visades i staden. Där köpte han också oljefärg för första gången för att även försöka sig på att själv måla några tavlor. Han tog avsked från militärtjänsten 1907 och företog en resa till London där han enligt olika uppgifter studerade konst. Efter hemkomsten 1914 målade han ett antal tavlor med motiv från Djurgården och Ladugårdsgärde i Stockholm. Han debuterade med en utställning i Skellefteå 1919 där han visade motiv från Arjeplogs fjällvärld, året därpå följde utställningar i Umeå, Luleå och Haparanda. Som många andra konstnärer var han ibland tvungen att arbeta extra för att kunna försörja sig så han och sysslade med halvsulning av skor eller grävning av diken när det gick trögt att sälja tavlor. Han anställdes senare som möbelmålare vilket tryggade hans utkomst och på lediga stunder ägnade han sig åt utövandet av sin konst. Halleborg räknades som en Norrlandskonstnär huvudparten av hans motiv är hämtade från den Västerbottniska landsbygden och fjälltrakter med mossar och ödemarker, han ställde även huvudsakligen ut i norra Sverige men genomförde några utställningar i Stockholm bland annat på Konstnärshuset. En minnesutställning med Halleborgs konst visades i Åmål 1939.  